# HD 218525
HD 218525，又名BD+43 4399，SAO 52717、HR 8806，是一颗恒星，视星等为6.56，位于銀經104.24，銀緯-14.53，其B1900.0坐标为赤經23h 3m 35.2s，赤緯+44° -14.53′ 14″。